# Igram
Igram (in ungherese Igrám) è un comune della Slovacchia facente parte del distretto di Senec, nella regione di Bratislava.